# De Cymru
De Cymru (en anglès South Wales) és una regió de Gal·les que limita amb Anglaterra i el Canal de Bristol a l'est i al sud, i amb Canolbarth Cymru i Gorllewin Cymru al nord i a l'oest.

## Característiques
De Cymru és la regió més densament poblada de la zona sud-occidental del Regne Unit, essent la residència de 2.1 milions d'habitants, així com la seu de la capital del País de Gal·les, Cardiff (317.500 habitants), i la ciutat de Newport, una altra gran ciutat gal·lesa.
A més a més dels comtats corresponents a aquests centres urbans, De Cymru també compren Merthyr Tudful, Sir Caerffili, Blaenau Gwent, Torfaen, Monmouthshire, Bro Morgannwg, Bridgend, Rhondda Cynon Taf i Castell-nedd Port Talbot
El parc nacional de Brecon Beacons cobreix al voltant d'un terç de la regió, on es troba el Pen y Fan, la muntanya més alta al sud de l'Snowdonia.

## Llengua

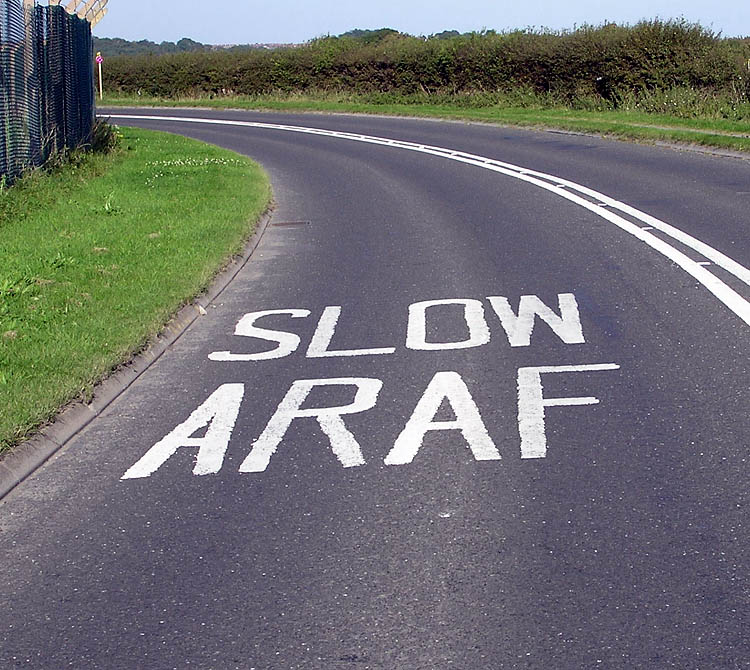
Cartells bilingües a la carretera al costat de l'Aeroport de Cardiff, Bro Morgannwg

La llengua de la majoria de la població de De Cymru és l'anglès, però molts dels seus habitants també parlen el gal·lès. A la zona occidental de Morgannwg, particularment a Neath i a la vall de Swansea, es conserven un seguit de comunitats de parlants del gal·lès, com ara Ystradgynlais o Ystalyfera, que comparteixen una herència comuna amb les antigues comunitats mineres de les àrees de Sir Gaerfyrddin, així com amb algunes de les de la vall del Morgannwg.
L'slang local, els dialectes i les frases de les comunitats de les valls de De Cymru han estat referides com a Wenglish, i sovint és usat per aconseguir un efecte còmic. Aquest dialecte es troba sobretot a les ciutats de la costa com ara Y Barri, i s'ha caracteritzat en la comèdia de la BBC Gavin and Stacey. Comparat amb dialectes regionals com el de Yorkshire, el Wenglish està molt poc estudiat o apreciat.
El gal·lès, actualment, està sent impulsat al GCSE per a tots aquells estudiants que comencen la seva educació a Gal·les. Això vol dir que, com a segona llengua, ha crescut considerablement els darrers vint anys. Molts instituts de secundària ofereixen el gal·les com a idioma vehicular.
Un significatiu nombre de població de la comunitat prové de minories ètniques, cosa que comporta que parlin com a primera llengua, sobretot a Cardiff o Newport. En general, aquestes llengües inclouen el Panjabi, el Bengalí, l'Àrab, el Somali o el Xinès, constatant-se també un augment de les llengües de l'Europa central, com ara el Polonès.